# Smedjebacken (comuna)
Smedjebacken (em sueco: Smedjebackens kommun;  PRONÚNCIA) é uma comuna da Suécia localizada no condado de Dalecárlia. Sua capital é a cidade de Smedjebacken. Possui 948 quilômetros quadrados e segundo censo de 2018, havia 10 897 habitantes.